# Ottos Ottifanten
Ottos Ottifanten ist eine deutsche Zeichentrickserie von Otto Waalkes, die erstmals 1993 auf RTL und später bei RTL II und Super RTL ausgestrahlt wurde. 

## Hintergrund
Ottos Ottifanten waren schon lange vor dieser Zeichentrickserie berühmt. Erstmals tauchten sie 1972 auf dem Cover der ersten Otto-Platte auf.
Unter der Regie von Detlev Fichtner und Michael Schaack schafften es Ottos Ottifanten, die es bis dahin nur als Comic-Hefte gab, ins Fernsehen. Die 13-teilige Zeichentrickserie sahen im Schnitt 2,1 Millionen Zuschauer pro Folge. Die Fernsehserie basiert auf der Ottifanten-Zeitungscomicserie von Ully Arndt und Gunter Baars. Das Drehbuch zur Zeichentrickserie stammt ebenfalls von ihnen. Otto Waalkes selbst gab dem Power-Baby Bruno die Synchronstimme. Die Sendung lief immer samstagnachmittags und wurde 1995 nach Otto – Die Serie, montags zur Hauptsendezeit wiederholt. 
2001 kam mit Kommando Störtebeker die Serie als Kinofilm auf die Leinwand. Hier spielt nicht wie in der Serie Baby Bruno die Hauptrolle, sondern Vater Paul Bommel, der von Bastian Pastewka gesprochen wird.

## Inhalt
Die Zeichentrickserie erzählt die Abenteuer der Ottifanten-Familie Bommel. Der Haushalt des um Autorität bemühten Vaters, der vernünftigen Mutter und des aus dem Altersheim ausgerissenen 90 Jahre alten Opas, wird von Baby Bruno und seinem ständigen Begleiter Teddy Honk durcheinander gewirbelt.

## Folgen
1. Rock ’n’ Roll und Schokoküsse
Die Pilotfolge der Ottifanten beschäftigt sich zunächst mit Baby Bruno, der im Laufstall sitzt und versucht, aus diesem zu entkommen. Mit seinem Teddybären Honk, welchen er frisch geschenkt von seinem Vater Paul bekam, gelingt es ihm schließlich und dabei bringt er dessen Auto bei der „Flucht“ in Bewegung, zunächst unbemerkt, da sich dieser und Opa Bommel streiten, und fährt diesen gegen einen Baum. Nachts wird Paul zunächst von Alpträumen wegen seines Autos und danach von seinem permanent absichtlich schreienden Sohn heimgesucht und zu allem Überfluss gelangt Bruno später noch ans Telefon, um sich eine Pizza zu bestellen, ruft allerdings versehentlich die Polizei an, welche sein Schreien und Gebrabbel für ein Verbrechen halten und deshalb das Haus der Bommels umstellen. Übermüdet muss sich Paul am Folgetag dann auch noch auf der Arbeit mit seiner faulen Sekretärin „Frollein“ Lusch auseinandersetzen und einen Vertrag für die Firma Borschleck anfertigen lassen. Natürlich geht das nicht ohne Chaos vonstatten. In der Zwischenzeit stellt sich Baby Bruno einen Flug zum Planeten Schokokuss vor, welcher, wie sein Name schon verrät, über und über mit Schokoküssen bedeckt ist.
2. Ausgerechnet Bananen
Paul und Renate wollen zur Konfirmation eines Bekannten fahren, müssen sich aber zunächst wieder mit Opa Bommel auseinandersetzen, welcher erneut das Auto zu Schrott gefahren und letztendlich nur notdürftig repariert hat. Zudem hat Baby Bruno das Badezimmer mit einer Überdosis Waschmittel unter Wasser und Schaum gesetzt. Unterwegs bleibt der Wagen liegen, sodass Paul und Renate an einer unhygienischen Raststätte mit integrierter Werkstatt die Zeit absitzen müssen. Zur Konfirmation kommen die beiden aber nicht mehr, da das Auto unmittelbar nach der Reparatur von einem Laster zu Schrott gefahren wird. In der Zwischenzeit nutzt Opa Bommel die sturmfreie Bude aus, um seine Kumpel Jockel, Karlchen und Otto zum Poker einzuladen und Baby Bruno gerät in das leer stehende Nachbarhaus, in welchen Opa Bommel Geister drin wähnt.
3. Bärnapping
Große Aufregung in der Firma Kaluppke & Co – arabische Investoren kommen zu Firmengesprächen und wollen Millionenbeträge investieren. Paul erhält von seinem Chef den Auftrag, die Organisation zu leiten, gibt die Verantwortung aber naiv an Frau Hoppmann weiter, welche mit klischeehaften Details (u. a. das Tragen von arabischen Gewändern, die Gestaltung der Firmenräume in Form von Oasen und Wüsten oder eine Begrüßung in Landessprache in Form von Verneigen) für Chaos sorgt. Inzwischen angelt Baby Bruno mit Honk, welcher nach einer kurzen Abwesenheit von Bruno plötzlich verschwunden ist und von seinem treuen Besitzer mit Detektivarbeit gesucht wird.
4. Greif den Zaster
Nachdem Baby Bruno seinen Vater Paul mithilfe eines aufdringlichen Verkäufers zum Kauf eines teuren Bobbycars gequengelt hat, lernt dieser das hübsche Nachbarsmädchen Lisa kennen. Unsicher überlegt Bruno nun, wie er ihr Herz gewinnen kann, zumal die Konkurrenz in Form vom Nachbarsjungen Norbert nicht schläft. Opa Bommel meldet derweil sich und Paul für die Quizshow "Greif den Zaster" an, um Gewinne abzusahnen, wobei Vater und Sohn dort auch kein Fettnäpfchen auslassen und Renate veranstaltet ein Klassentreffen im eigenen Haus.
5. Mister King
Opa Bommel will seinen Sohn beweisen, auch noch mit 90 Jahren einen Job zu bekommen. Nach zunächst erfolgloser Suche schnappt er Paul in dessen Firma dann tatsächlich den Job des Abteilungsleiters weg. Im Gegensatz zu seinen Sohn genießt Opa Bommel das Vertrauen und Vorteile von Kaluppke und ist bei den Kollegen beliebt, während Paul zur Randfigur abgestempelt wird und in einer Abstellkammer sein "Büro" beziehen muss. Unterdessen sucht Bruno mit Honk nach dessen Mutter, welche Geburtstag hat und wird schließlich im Zirkus fündig, wo das Aufeinandertreffen im Chaos endet.
6. Ein singender Seemann
Durch einen von Opa Bommel verursachten Rohrbruch im Keller verschiebt sich die geplante Wiederholung der Hochzeitsreise von Paul und Renate, da sich Paul durch den Aufenthalt im kalten Wasser eine Grippe einfängt. Alle Versuche, seinen Sohn aus dem Haus zu bekommen, schlagen fehl, sodass Opa Bommel und seine Freunde sich an früher erinnern, wo sie um die Häuser zogen und einen draufmachten. Dies wiederholen sie, allerdings ist die Zeit auf der Hamburger Reeperbahn nicht stehengeblieben und die heutigen Einrichtungen gewöhnungsbedürftig für die Freunde. Baby Bruno sucht derweil nach dem von Opa Bommel erfundenen Schatz von "Tut-Fant-Amun".
7. Beach Boys
Paul will endlich eine Gehaltserhöhung – verliert aber jedes Mal den Mut vor seinem Chef, weshalb Frau Hoppmann ihm in einer ungewöhnlichen Form von Training Selbstbewusstsein einflößt. Ein arrangiertes Treffen mit Kaluppke in einen vornehmen Restaurant scheitert wegen einer Namensverwechslung. Inzwischen belegt Renate mehrere Kurse an der Volkshochschule, mehr oder weniger erfolgreich und Baby Bruno genießt das schöne Wetter mit Sonnenbädern und in seinem Planschbecken.
8. Happy Birthday
Pauls 40. Geburtstag steht an – sowohl körperlich als auch psychisch macht ihn dieser zunächst zu schaffen, doch letztendlich soll trotzdem ein wenig gefeiert werden. Opa Bommel veranstaltet entgegen Pauls Planung eine Party im Garten der Bommels, wo die gesamte Nachbarschaft auftaucht und Chaos veranstaltet. Baby Bruno sucht derweil nach einem geeigneten Geschenk für seinen Vater, gerät an seine Kreditkarte und kauft damit mehrere teure Dinge ein.
9. Babysitterblues
Renate wird von ihrem hochnäsigen Kunstdozenten zu einer Vernissage eingeladen, wo dieser Paul in Form eines gemalten Porträts vor den anderen Teilnehmern bloßstellt. Opa Bommels Freund Karlchen wird derweil der Kleinwagen von einem korrupten schmierigen Autohändler für schlappe 100 Mark abgekauft. Somit brechen die vier Freunde in der Nacht auf dem Gelände ein, um das Auto zurückzubekommen.
10. Die Bestie der Vorstadt
Direktor Kaluppke wurde ermordet – das verrät zumindest ein offener Tresor mit einer Blutlache davor. In der Firma gehen schnell Gerüchte um, wer die "Bestie der Vorstadt" sein könnte. Willkürliche Vermutungen lassen schließlich Paul als Hauptverdächtigen dastehen. Doch am Ende kommt alles anders, als man denkt. Derweil findet Baby Bruno einen Knochen im Garten, was Opa Bommel vermuten lässt, dass noch mehr Überreste von Dinosauriern im Vorgarten liegen müssten. Mit einem Bagger richten beide reichlich Chaos an.
11. Abenteuer Wildnis
Familie Bommel will in den Urlaub, doch Vater Paul ist zunächst strikt dagegen. Erst die Angeberei von Nachbar Bosewinkel lässt ihn umstimmen und die Bommels geraten auf einer Busfahrt von einem chaotischen Abenteuer ins nächste und Baby Bruno in das Schloss eines verrückten Professors.
12. Unkraut vergeht nicht
Aufregung in der Firma Kaluppke – eine Sitzung mit der Firma Borschleck & Sohn steht an! Doch gleichzeitig soll Paul auf Frollein Lusch' Topfpflanze Bibi aufpassen. Aufgrund der Terminnot verpasst Paul, die Pflanze rechtzeitig zu gießen, welche fortan den Kopf senken lässt. Guter Rat ist nun teuer ... gleichzeitig bewirbt sich Baby Bruno als Werbekind für den "Happy Babybrei".
13. Traumhochzeit
Paul ist empört – Opa Bommel will mit 90 Jahren nochmal heiraten! Bei einer Spionage kommt er allerdings dahinter, dass er diese Geschichte mit dessen neuer Liebe nur erfunden hat, um seine Kumpels zu beeindrucken. Paul bietet seinem niedergeschlagenen Vater seine Hilfe an, muss aber dafür als Begleitung verkleidet viel aushalten, zumal Verehrer auf einer Seniorenparty nicht weit sind. Derweil will Bruno seinem Schwarm Lisa endlich seine Liebe gestehen, muss auf dem Weg dahin allerdings auch einige Rückschläge einstecken.

## Synchronsprecher
| Rolle         | Deutscher Sprecher |
| ------------- | ------------------ |
| Paul Bommel   | Wolfgang Draeger   |
| Renate Bommel | Monika Barth       |
| Opa Bommel    | Günter Lüdke       |
| Bruno Bommel  | Otto Waalkes       |
| Erna Hoppmann | Beate Hasenau      |
| Egon Kaluppke | Günther Jerschke   |
| Erzähler      | Bernd Rumpf        |